# 13004 Aldaz
13004 Aldaz (tên chỉ định: 1982 RR) là một tiểu hành tinh vành đai chính. Nó được phát hiện bởi Edward L. G. Bowell ở Anderson Mesa Station ở Coconino County, Arizona, ngày 15 tháng 9 năm 1982. Nó được đặt theo tên Luis Aldaz, a meteorologist và former scientific leader ở two stations ở Châu Nam Cực.